# فولفغانغ كليف
فولفغانغ كليف (بالألمانية: Wolfgang Kleff)
من مواليد 16 نوفمبر 1946 ، لاعب كرة قدم ألماني سابق.
لعب مع منتخب ألمانيا لكرة القدم.

## وصلات خارجية
- فولفغانغ كليف على موقع IMDb (الإنجليزية)
- فولفغانغ كليف على موقع ديسكوغز (الإنجليزية)
- فولفغانغ كليف على موقع قاعدة بيانات الفيلم (الإنجليزية)
- فولفغانغ كليف على موقع الاتحاد الدولي (مؤرشف)  (الإنجليزية)
- فولفغانغ كليف على موقع الاتحاد الأوربي (الإنجليزية)
- فولفغانغ كليف على موقع قاعدة بيانات كرة القدم.إي يو (الإنجليزية)
- فولفغانغ كليف على موقع بيانات كرة القدم. دي إي (الألمانية)
- فولفغانغ كليف على موقع ناشيونال فوتبول تيمز (الإنجليزية)
- فولفغانغ كليف على موقع عالم كرة القدم.نت (الإنجليزية)